# Discriminatiewetgeving in België
Discriminatie betekent letterlijk "het maken van onderscheid". De betekenis van het woord discriminatie is in maatschappelijk en juridisch opzicht gaan afwijken van de letterlijke betekenis; in die context wordt onder discriminatie verstaan: "het onrechtmatig onderscheid maken tussen mensen of groepen". Bij de vraag of het maken van onderscheid tussen mensen discriminatoir is, is het van belang om na te gaan of gelijke gevallen ook gelijk behandeld worden.

## Belgische federale wetgeving

### Grondwet
De formulering in de Belgische grondwet (Artikel 11) luidt ten dele: "Het genot van de rechten en vrijheden aan de Belgen toegekend moet zonder discriminatie verzekerd worden".

### Anti-discriminatiewet
De anti-discriminatiewet van 25 februari 2003 veroordeelt elk discriminerend gedrag en steunt op het non-discriminatieprincipe dat stelt dat iedereen gelijkwaardig is. Personen of groepen kan men niet uitsluiten omwille van "geslacht, een zogenaamd ras, de huidskleur, de afkomst, de nationale of etnische afstamming, seksuele geaardheid, de burgerlijke staat, de geboorte, het fortuin, de leeftijd, het geloof of de levensbeschouwing, de huidige of toekomstige gezondheidstoestand, een handicap of een fysieke eigenschap." Wat betreft handicap wordt het ontbreken van redelijke aanpassingen als discriminatie beschouwd.

In 2013 werd een bijkomend discriminatiecriterium toegevoegd, namelijk "de geslachtsverandering".
De nieuwe anti-discriminatiewet van 10 mei 2007 vervangt de vorige wet en laat een omkering van de bewijslast toe als de rechter discriminatie vermoedt. De schadevergoeding kan oplopen tot 6 maanden loon bij discriminatie bij solliciteren en tot € 1 300 in de andere gevallen. De veelbesproken praktijktests werden afgevoerd. De minister hevelt de inbreuken over naar de burgerlijke rechter in plaats van naar de strafrechter. De nieuwe wet geeft de gedupeerde de kans een forfaitaire schadevergoeding te eisen. 

Begin juni 2007 startte de Minister van Gelijkheid van Kansen Christian Dupont een mediacampagne waarbij mensen letterlijk een etiket zoals "abnormaal", "besmettelijk", "ballast" of "uitschot" krijgen opgenaaid.

### Centrum voor Gelijkheid van Kansen en voor Racismebestrijding
De opdracht van het Centrum voor gelijkheid van kansen en voor racismebestrijding is geregeld door de Antiracismewet. Het centrum behandelt vragen en klachten over raciale en niet-raciale discriminatie, bijvoorbeeld op basis van handicap en fysieke eigenschap.

## Vlaamse wetgeving

### Decreet op de Evenredige Participatie
Het decreet van 8 mei 2002 houdende evenredige participatie op de arbeidsmarkt veroordeelt discriminatie bij beroepskeuzevoorlichting, loopbaan - en arbeidstrajectbegeleiding, arbeidsbemiddeling en beroepsopleiding (bijvoorbeeld in de VDAB of in interimbureaus). Dit decreet is zowel van toepassing in de publieke sector als in de privé-sector.